# Козлукьойска крепост
Козлукьойска крепост (на гръцки: Ακρόπολη Πλατανιάς) е археологически обект край село Козлукьой (Платания), Драмско, Гърция.

## Местоположение
Крепостта е разположена в планината Урвил (Лекани) източно от Козлукьой.

## История
Крепостта е обитавана от праисторически времена до VI век сл. Хр., когато е изоставено поради варварските набези.

## Описание
Крепостта е с елипсовиден план. Строежът на укреплението датира от късноримския период. Силна стена обгражда цитаделата. Идентифицирани са и други междинни укрепления за по-добра организация и защита на акропола. Находките от разкопките – монети, раковини, накити, метални предмети, оръдия на труда, каменни сечива, оръжия, фигурки, костени инструменти, стъклени съдове – потвърждават обитаването от праисторическата епоха до византийските години.